# Патрикеєви
Патрикеєвичі, Патрикійовичі, Патрикеєви — литовський князівський, московський боярський рід в XV—XVI ст. Був однією з гілок Гедиміновичів. Засновано Патрикієм Наримунтовичем. Від Патрикеєвичів походять роди князів Хованських, Корецьких, Булгакових, Голіциних, Щенятевих, Куракіних.

## Історія
Патрикій, син Наримунта отримав князівство Пінське. У кінці XIV ст. запрошений Новгородською республікою на посаду князя для охорони держави. Мав трьох синів. Старший, Федір, отримав землі у Московському князівстві та став писатися Хованським. Третій син Олександр залишився у великому князівстві Литовському, заснувавши лінію князів Корецьких.
Другий син Патрикія, Юрій приїхав до Московії разом із батьком. Він був впливовою персоною за часів великих князів Московських Василя I та Василя II, неодноразово виконував військові та дипломатичні доручення. Більше того, князь Юрій був спочатку обвінчаний з Анною Московською, донькою Дмитра Донського (1387), потім — з княжною Марією, донькою Василя I (1418). Через ці шлюби його нащадки увійшли до вищої родової знаті Москви. Юрій мав двох синів — Василя, що помер раніше за батька, та Івана Гвоздя. Останній був значним державним діячем Московії у часи Івана III, проте потрапив в опалу у 1499 р. та прийняв насильницький чернечий постриг разом з синами Василем та Михайлом. Василь Патрикеєв (у чернецтві Вассіан, ?—1531, заморений голодом) — провідний діяч нестяжателів в часи Василя III, загинув у боротьбі з йосифлянами. Зі смертю синів Івана Юрійовича, на початку XVI ст., рід Патрікеєвих вигас.
У рано померлого Василя Юрійовича залишилось два сина — Іван Булгак (?—1498) та Данило Щеня (?—1519). Обидва вони вже не носили прізвище Патрикеєвих. Данило Щеня був значним воєводою Івана III. У 1500 році він вщент розбив великого гетьмана литовського Костянтина Острозького на Ведроші (проте в 1502 р. сам був розбитий тевтонцями при Смолині). Від Данила Щені пішов нечисленний рід князів Щенятєвих. За часів опричнини, у 1568 року, князь Петро Михайлович Щенятєв був страчений разом із сином за звинуваченнями у державній зраді, і з їхньою загибеллю рід згас.
Іван Васильович Булгак залишив чотирьох синів — князів Булгакових, проте з них мали дітей лише другий син — Михайло Голіца Булгаков (? — бл. 1558) та третій — Андрій Курака Булгаков (? — бл. 1521). Від них пішли роди Голіциних і Куракіних.